# Narodowa Organizacja Pracy
Narodowa Organizacja Pracy – nacjonalistyczna organizacja zawodowa pozostająca pod wpływami Ruchu Narodowo-Radykalnego Falanga. 
Z inicjatywy Falangi w sierpniu 1937 roku utworzono Komitet Organizacyjny Narodowych Związków Zawodowych kierowany przez Stefana Holtorp de Haltorfa. Na początku 1938 roku Komitet został przekształcony w Narodową Organizację Pracy. W skład NOP wchodziły: Narodowy Związek Zawodowy Pracowników Przemysłu Chemicznego, NZZ Dozorców Domowych, NZZ Pracowników Przemysłu Metalowego, NZZ Pracowników Handlowych Bankowych i Biurowych, NZZ Pracowników Budowlanych, NZZ Transportowców, Narodowy Związek Pracowników Przemysłu Włókienniczego i Polski Związek Zawodowy Pracowników Przemysłu Spożywczego i Pokrewnych Zawodów. W sierpniu 1939 roku NOP przyłączyła się do sanacyjnego Zrzeszenia Polskich Związków Zawodowych.

## Literatura
- Ruch zawodowy w Polsce. Zarys dziejów, pod red. Stanisława Kalabińskiego, Warszawa 1974, t. II cz. II